# Rue Alibert
Pour les articles homonymes, voir Alibert.
La rue Alibert est une voie du 10e arrondissement de Paris, en France.

## Situation et accès
Située dans le 10e arrondissement de Paris, la rue Alibert débute au 66, quai de Jemmapes et se termine au 1, avenue Claude-Vellefaux et 161, avenue Parmentier après avoir desservi la rue Bichat et la rue Marie-et-Louise.

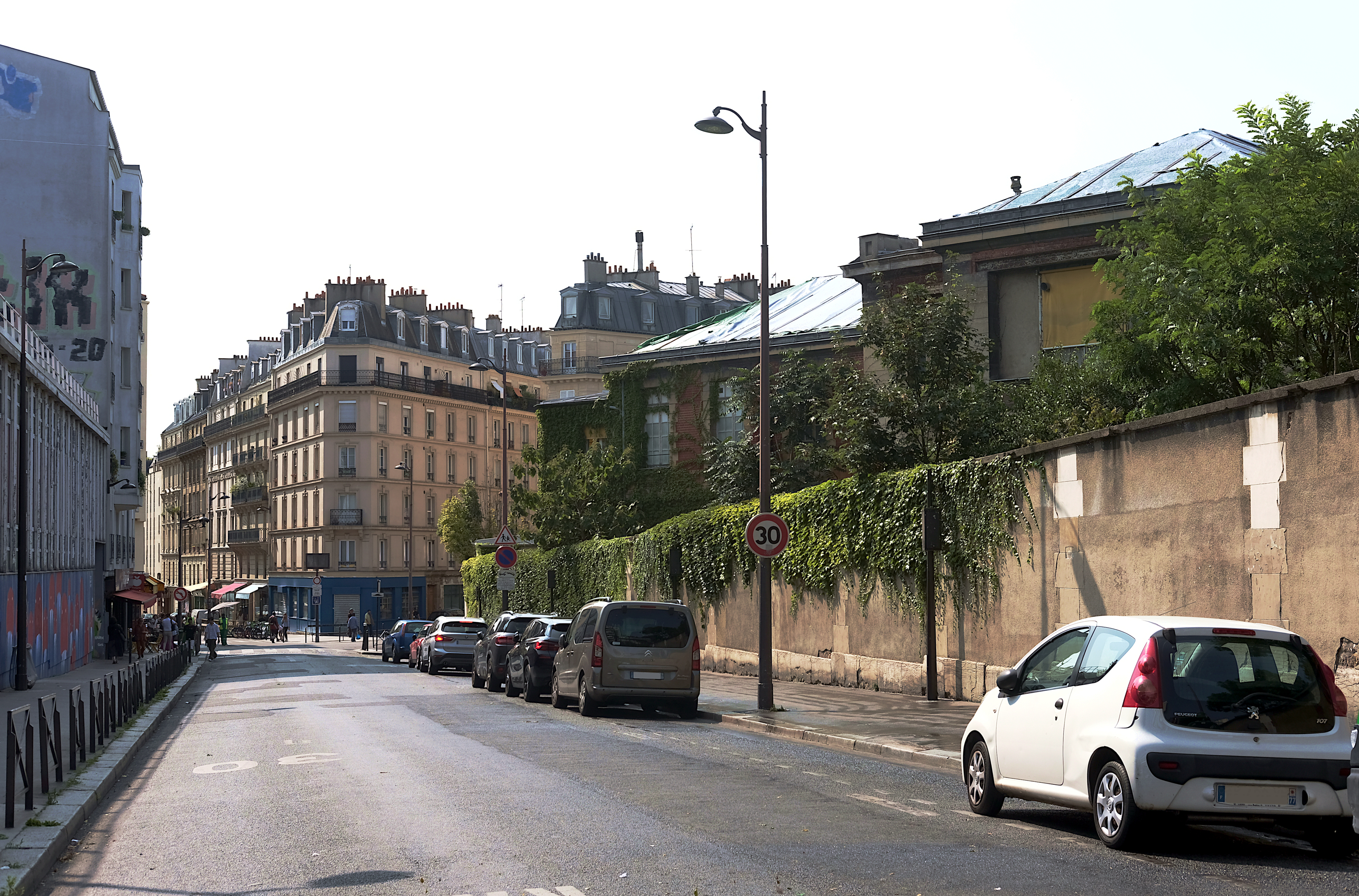
Vers la rue Bichat.
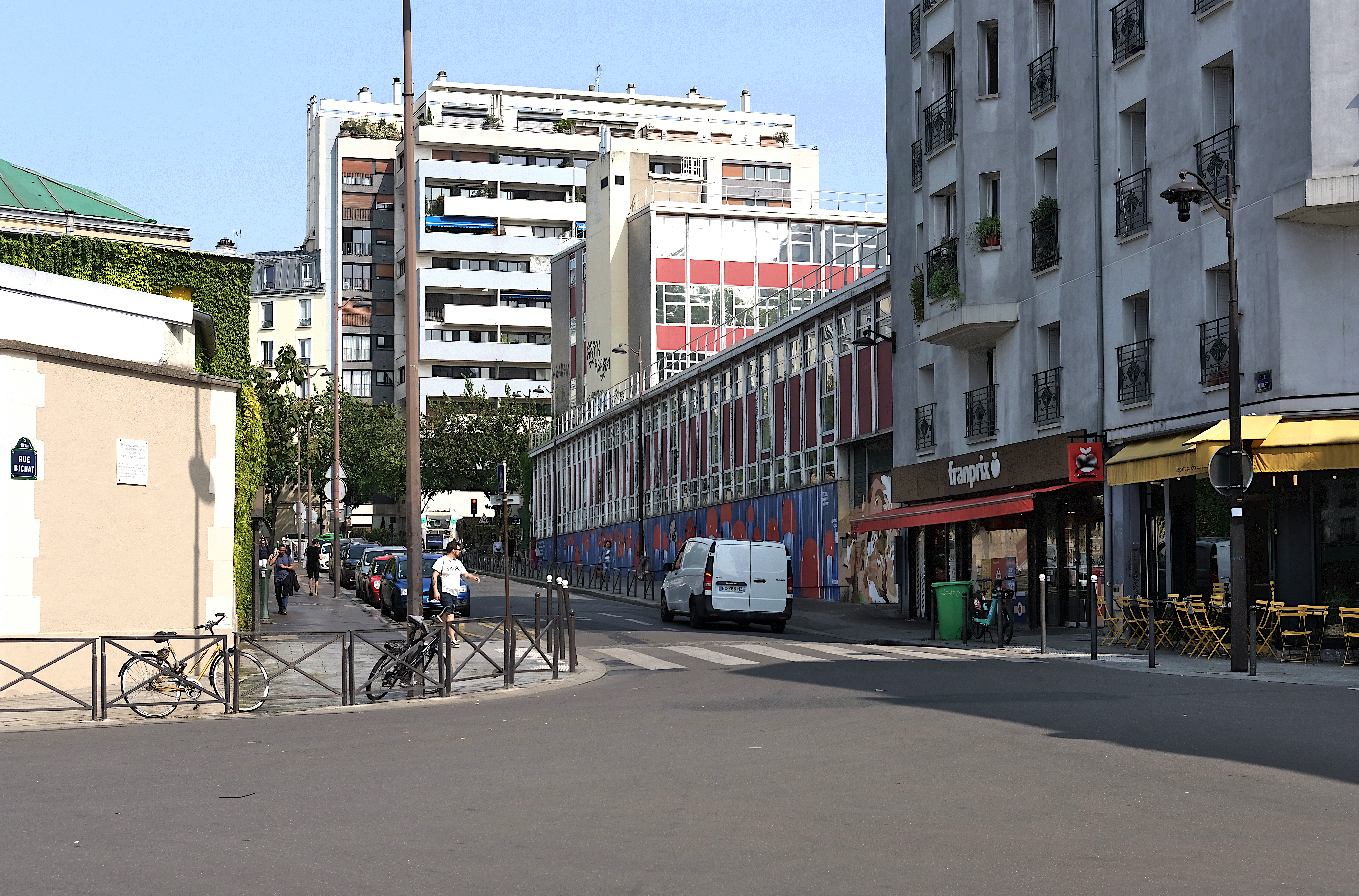
Vers l'avenue Parmentier ; le café Le petit Cambodge est à droite.

Elle est dans le prolongement de la rue Dieu, après avoir traversé le canal Saint-Martin par la passerelle Alibert ou le pont Bernadette-Lafont.

## Origine du nom
La rue rend hommage au baron Jean-Louis Alibert, médecin à l'hôpital Saint-Louis.

## Historique
En 1740, c'était la « ruelle Dagouri », peu de temps après la « rue Notre-Dame », puis la « ruelle des Postes », et enfin l'« impasse Saint-Louis », en raison de sa proximité avec l'hôpital de ce nom. Elle avait son entrée dans la rue Carême-Prenant, qui a été presque entièrement supprimée lors delà construction du canal Saint-Martin.
Une décision ministérielle du 28 vendémiaire an XI (20 octobre 1802) fixe la largeur minimale de la voie à 10 m et ordonne que la rue soit prolongée jusqu'à la rue Saint-Maur sur les terrains de l'Assistance publique. L'ouverture de la rue Bichat en 1824 transforme cette impasse en rue. Une ordonnance royale du 6 décembre 1827 porte la largeur de la rue à 15 m et confirme le projet de prolongement de la rue qui n'est finalement pas réalisé.
Elle prend sa dénomination actuelle par décision royale du 19 janvier 1840
Lors des attentats du 13 novembre 2015 en France, une fusillade frappant les clients du café Le Carillon et le restaurant Le Petit Cambodge fait quinze morts. Le Monde décrit peu après l'atmosphère particulière de convivialité régnant à l'angle des rues Bichat, Alibert et Marie-et-Louise, « carrefour de rien du tout mais névralgique d’un petit coin caché du Paris bobo populaire d’aujourd’hui et d’hier ».

## Bâtiments remarquables et lieux de mémoire

Art urbain.
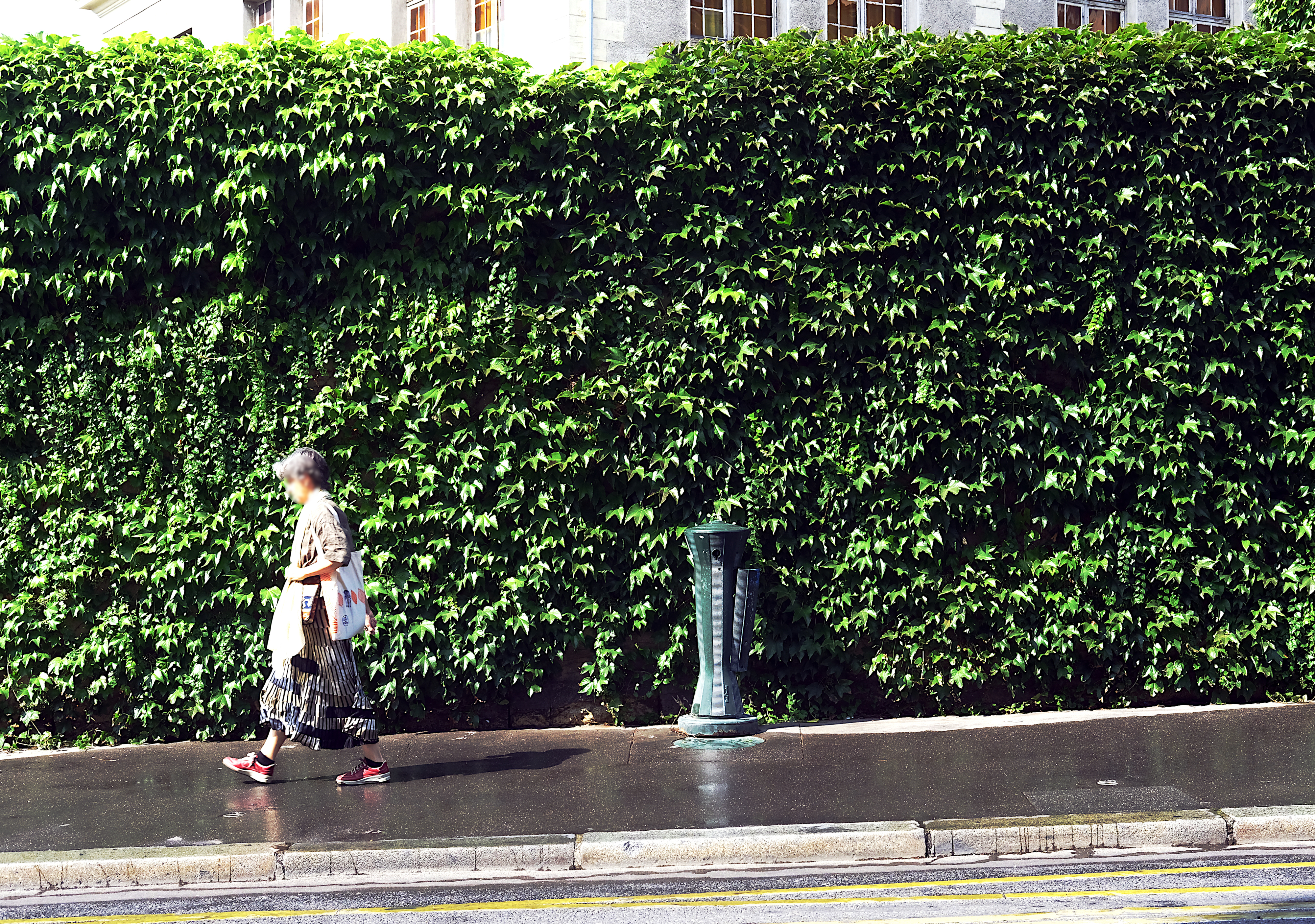
Fontaine.